# روجر هارت
روجر هارت (بالإنجليزية: Roger Hart)‏ هو عالم نفس أمريكي، ولد في 1950.